# Borough of Stockton-on-Tees

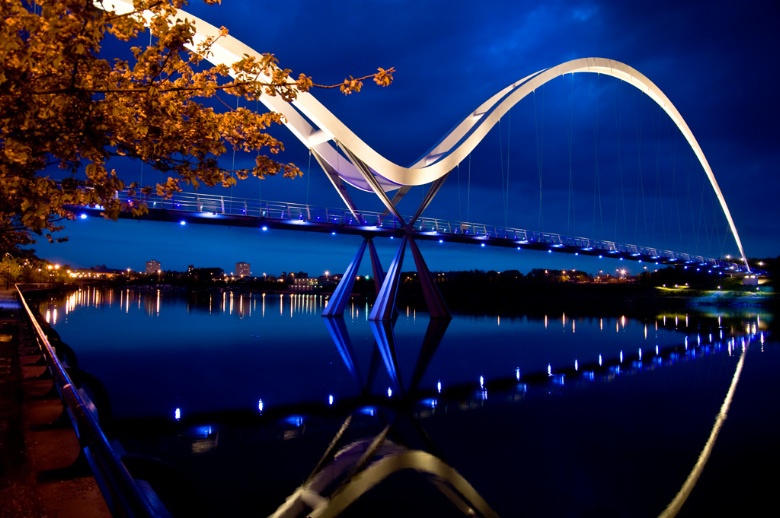
Die Fußgängerbrücke Infinity Bridge verbindet den Teesdale Business Park und den Queen's Campus der University of Durham in Thornaby-on-Tees am südlichen Ufer des Flusses Tees mit dem städtebaulichen Entwicklungsprojekt Tees Valley Regeneration

Das Borough of Stockton-on-Tees ist eine Verwaltungseinheit (Unitary Authority) im Nordosten Englands. Der Verwaltungssitz befindet sich in der Stadt Stockton-on-Tees; das Borough gehört zur Region North East England.
Die wichtigsten sechs Städte des Borough sind Billingham, Ingleby Barwick, Stockton-on-Tees mit dem Stadtteil Norton, Thornaby-on-Tees und Yarm. Der Flughafen Durham Tees Valley liegt ebenfalls innerhalb des Borough.

## Geschichte
Das Kerngebiet des Boroughs gehörte ursprünglich zur Grafschaft County Durham, der jenseits des Flusses Tees liegende Teil gehörte zu Yorkshire. Bei der Gebietsreform 1974 wurde das Borough ein Teil der neugebildeten Grafschaft Cleveland. Seit 1996 ist es eine Unitary Authority. Zu zeremoniellen Anlässen gehört der Teil nördlich des River Tees zum County Durham, der südliche Teil zu North Yorkshire (Castlelevington, Hilton, Ingleby Barwick, Kirklevington, Maltby, Thornaby-on-Tees und Yarm).

## Innere Gliederung
Auf dem Gebiet des Boroughs bestehen 20 Gemeinden (Parish):
im County Durham:
| - Aislaby - Billingham - Carlton - Eaglescliffe - Elton - Grindon and Thorpe Thewles - Longnewton | - Newsham - Preston-on-Tees - Redmarshall - Stillington and Whitton - Wolviston - Wynyard |

in North Yorkshire:
| - Castlelevington - Hilton - Ingleby Barwick - Kirklevington | - Maltby - Thornaby-on-Tees - Yarm |

Von diesen haben 16 einen eigenen, Kirklevington und Castlelevington einen gemeinsamen Gemeinderat (Parish Council). Aislaby und Newsham haben kein derartiges Gremium, stattdessen finden Einwohnerversammlungen statt. Billingham, Ingleby Barwick, Thornaby und Yarm sind Kleinstädte (engl. towns), dementsprechend heißt der Rat dort Town Council. Stockton-on-Tees selbst steht als Unparished Area außerhalb dieses Systems.